# Ludwig von Savoyen
Ludwig von Savoyen, auch Ludwig der Jüngere genannt (* 5. Juni 1436; † August 1482) war Graf von Genf und König von Zypern (1459–1460). Er war Sohn des Herzogs Ludwig der Ältere von Savoyen und der Anna von Lusignan aus der Familie der zypriotischen Ramnulfiden.
In erster Ehe heiratete er 1447 Annabella (um 1436–1509), eine Tochter des Königs Jakob I. von Schottland. Die Ehe wurde 1458 annulliert. 1459 heiratete er in zweiter Ehe Charlotte von Lusignan, Königin von Zypern, Tochter von König Johann II. und Helene Palaiologos, die 1458 die Nachfolge ihres Vaters angetreten hatte.
1460 forderte Jakob, der Erzbischof von Nikosia und uneheliche Sohn Johanns II., den Thron für sich und blockierte Charlotte und Ludwig drei Jahre lang in der Burg von Kyrenia. Als das Paar 1463 nach Rom floh, wurde Jakob zum König gekrönt.